# Marek Zawadowski

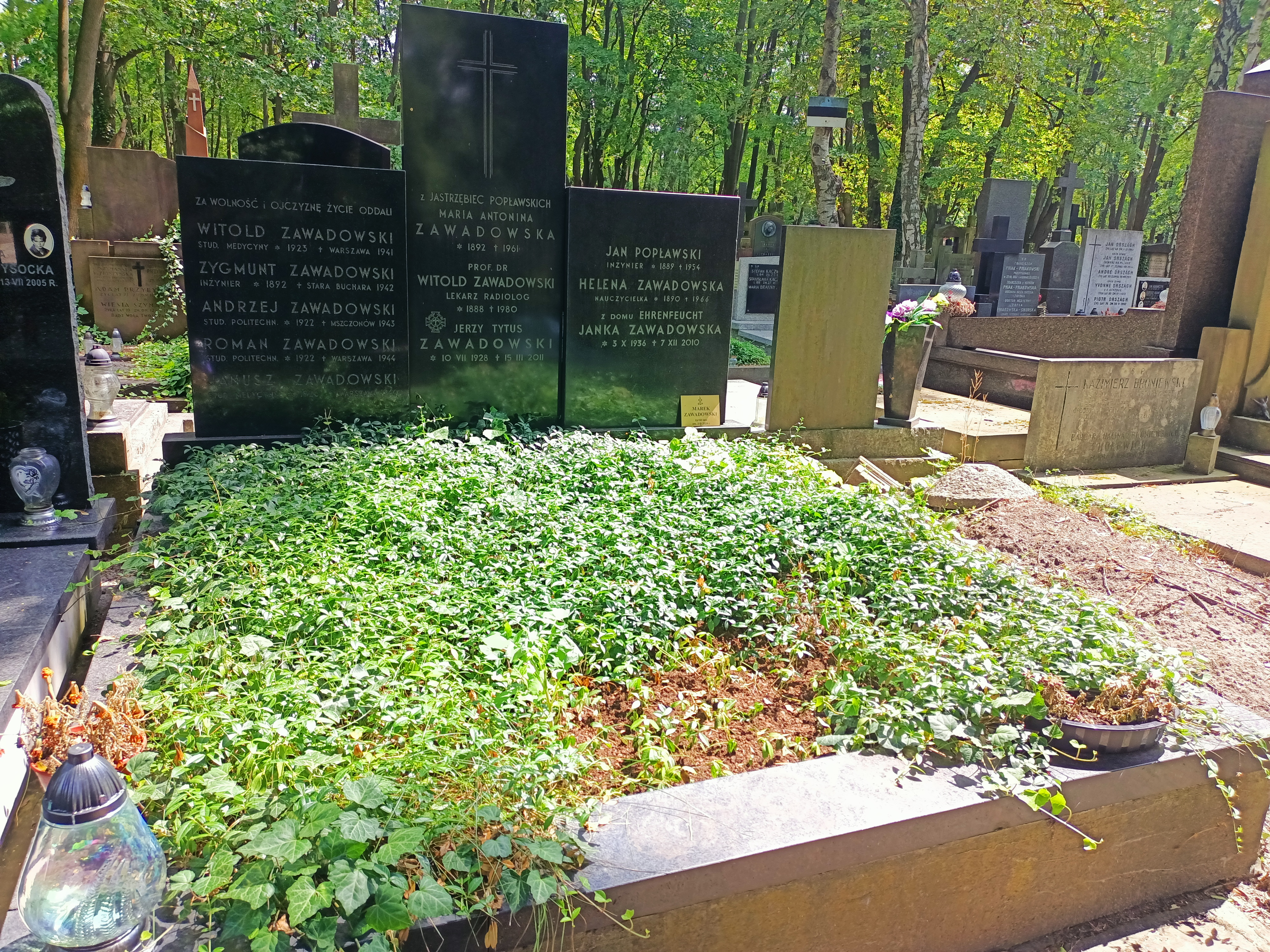
Grób Marka Zawadowskiego na Cmentarzu Powązkowskim w Warszawie

Marek Witold Zawadowski (ur. 1960, zm. 3 marca 2024) – polski matematyk, doktor habilitowany nauk matematycznych. Specjalista w logice oraz teorii kategorii. Profesor nadzwyczajny w Instytucie Matematyki Wydziału Matematyki, Informatyki i Mechaniki Uniwersytetu Warszawskiego (Zakład Logiki Matematycznej). 

## Życiorys
Studia matematyczne ukończył na Uniwersytecie Warszawskim. Stopień doktorski uzyskał w 1989 na podstawie pracy pt. Théorie de la descente pour les prétopos, przygotowanej pod kierunkiem prof. Gonzalo Edmundo Reyesa. Habilitował się w 2003 na podstawie oceny dorobku naukowego i rozprawy pt. Modelowe uzupełnienia teorii równościowych pochodzących od logik zdaniowych.
Swoje prace publikował w takich czasopismach jak m.in. „Journal of Pure and Applied Algebra”, „Theory and Applications of Categories”, „Studia Logica”, „Fundamenta Informaticae” oraz „The Journal of Symbolic Logic”.
Członek Polskiego Towarzystwa Matematycznego.
Wnuk Witolda Zawadowskiego, mąż Justyny Grudzińskiej-Zawadowskiej. Zmarł 3 marca 2024 w wieku 63 lat. Pochowany na Cmentarzu Powązkowskim w Warszawie, kw. 139-4-4/5.  